# Atylotus vargasi
Atylotus vargasi är en tvåvingeart som beskrevs av Philip 1954. Atylotus vargasi ingår i släktet Atylotus och familjen bromsar. Inga underarter finns listade i Catalogue of Life.